# Nautilus
Glejte tudi USS Nautilus.
Nautilus je podmornica, opisana v Vernovih romanih Dvajset tisoč milj pod morjem (1870) in Skrivnostni otok (1874). Verne je imenoval podmornico po resnični podmornici Nautilus Roberta Fultona iz leta 1800. 
Ko znanstvenik Pierre Aronnax išče resnico o domnevni morski pošasti, ki pustoši po morju. Vendar se izkaže, da je morska pošast v resnici ogromna podmornica Nautilus, ki ji poveljuje zagrenjen kapitan Nemo. Kapitan je že zdavnaj pretrgal stike s svetom in na svoji ladji na mara neznanih ljudi. 
Nautilus je tehnično izredno dovršen. Poganja ga elektrika.
Po njej se imenuje tudi prva ameriška jedrska podmornica USS Nautilus.